# Darshahr
Darshahr (persiska: درشهر) är en ort i Iran.   Den ligger i provinsen Hormozgan, i den sydöstra delen av landet, 1 200 km sydost om huvudstaden Teheran. Darshahr ligger 1 420 meter över havet och antalet invånare är 231.
Terrängen runt Darshahr är kuperad, och sluttar österut. Runt Darshahr är det ganska glesbefolkat, med 25 invånare per kvadratkilometer. Närmaste större samhälle är Īrmīsh, 19,0 km öster om Darshahr. Trakten runt Darshahr är ofruktbar med lite eller ingen växtlighet.